# Prijsrevolutie
De prijsrevolutie wordt over het algemeen gebruikt voor een reeks van economische gebeurtenissen van de tweede helft van de 15e eeuw tot het einde van de eerste helft van de 17e eeuw. Het gaat dan vooral om de inflatie in West-Europa tijdens die periode. In die 150 jaar zijn de prijzen ongeveer verzesvoudigd (dit is een prijsstijging van gemiddeld 1% per jaar; voor huidige begrippen was de inflatie dus niet hoog).
De prijzen waren, door de beschikbaarheid van edelmetaal/geld, niet meer direct gekoppeld aan de oogst zoals in de Middeleeuwen. Dit duidt op de ontwikkeling van het kapitalisme als belangrijke factor in het ontstaan de wereldeconomie. Tegelijk vindt er een loondaling plaats: looneisen kunnen nog niet scherp gesteld worden bij gebrek aan overzicht in de daling bij de arbeiders, en staten intervenieerden om stijging te voorkomen.
In Vlaanderen en Noord-Italië vindt de daling minder sterk plaats, omdat de arbeid daar beter georganiseerd is. Dit leidt tot een terugval van die regio's tov. concurrenten als Holland en Engeland.